# Barilium
Barilium is een plantenetend geslacht van ornithischische dinosauriërs, behorend tot de groep van de Euornithopoda, dat tijdens het vroege Krijt leefde in het gebied van het huidige Engeland. De enige benoemde soort is Barilium dawsoni.

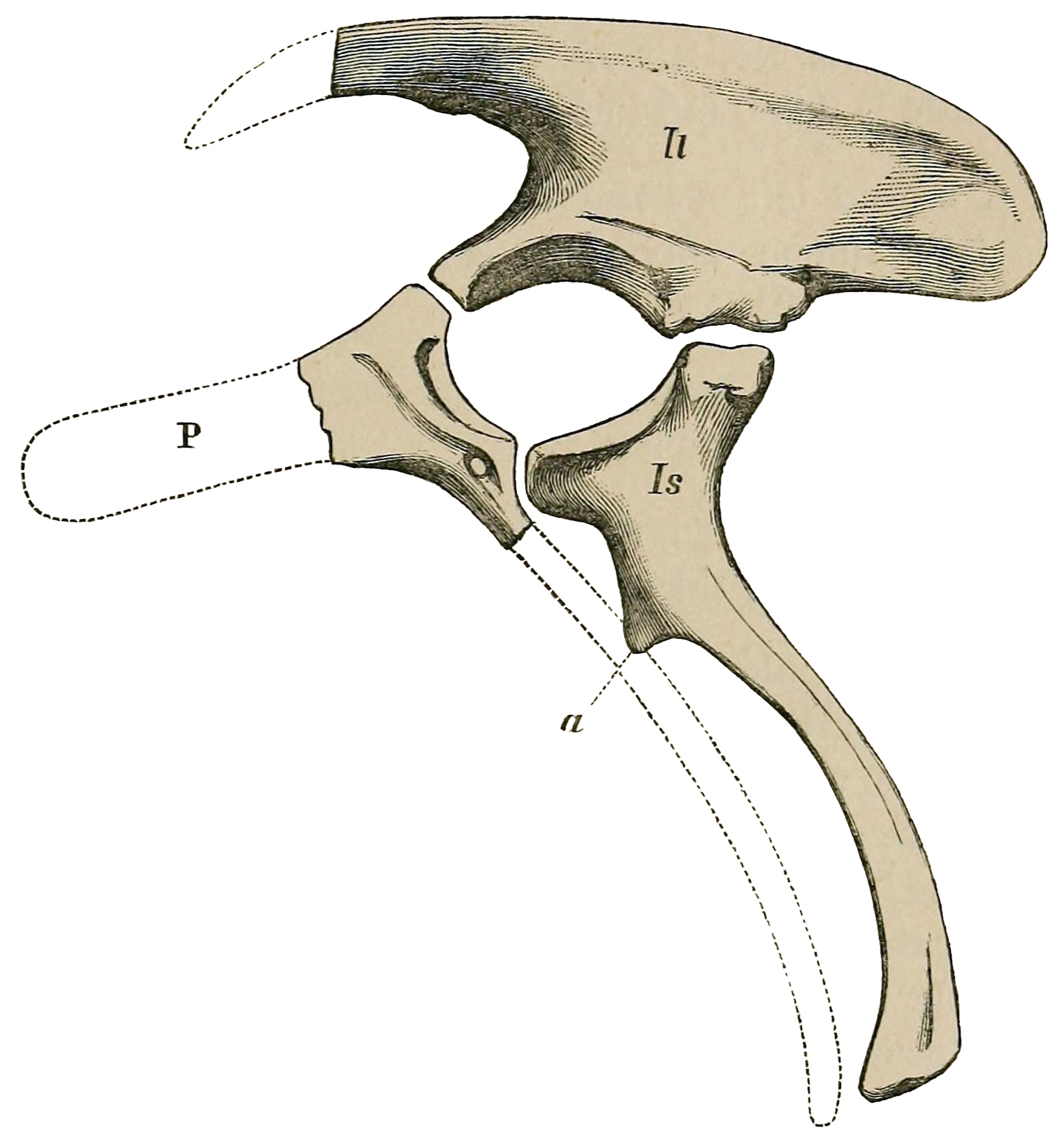
R802

In 1888 benoemde Richard Lydekker fossielen in de Shornden Quarry bij Saint Leonards, East Sussex, gevonden door Charles Dawson als een soort van Iguanodon: Iguanodon dawsoni. De soortaanduiding eert Dawson. Als het typespecimen werd een reeks syntypen aangewezen: de ruggenwervels BMNH R798, 798a, en de reeks R803-805; de chevron R806; R798b bestaande uit een partij ruggenwervels en staartwervels; R802 bestaande uit een linkerdarmbeen met vergroeid stuk schaambeen, R802a bestaande uit de bovenkant van een scheenbeen en R799-801, drie middenvoetsbeenderen. De groeve legt lagen bloot uit de Wadhurst Clay-formatie die stamt uit het onderste Valanginien, ongeveer 140 miljoen jaar oud.
Later kwamen verschillende onderzoekers tot de conclusie dat de soort niet tot Iguanodon behoorde, iets waar Lydekker al over getwijfeld had. Gregory S. Paul meende in 2008 dat het een nomen dubium was wegens de schamelheid van het materiaal. In 2010 benoemde David Bruce Norman echter een apart geslacht: Barilium. De naam is afgeleid van het Oudgriekse βαρύς barys, "zwaar", en het Latijnse os ilium, "darmbeen", een verwijzing naar de zware bouw van dit bot. Norman wees BMNH R798 (tegenwoordig NHMUK R 798) en BMNH R802 aan als het lectotype. Later dat jaar kwamen Kenneth Carpenter en Yuzuke Ishida met nog een nieuwe naam: Torilion naar het Latijnse torus, "ronding" en os ilium, "darmbeen". Carpenter en Ishida leidden zelf het laatste deel af van het Latijnse ilion. In tegenstelling tot de bewering van Carter en Ishida is ilion niet de Latijnse naam voor het darmbeen, maar voor de stad Troje, ook bekend als Ilium in het Latijn en Ἴλιον of Ἴλιος in het Oudgrieks. Ilium in de naam os ilium is de tweede naamval meervoud van ile, "week deel", en niet een zelfstandig naamwoord of een bijvoeglijk naamwoord in de eerste naamval behorende bij os ("been/bot"). De publicatie van hun artikel was al te ver gevorderd om het nog te wijzigen; deze andere naam is een ongeldig jonger objectief synoniem. Norman wees specimen NHMUK R3788 aan de soort toe; dit is echter in 2010 benoemd als het aparte geslacht Sellacoxa, iets wat door Norman in 2011 expliciet werd afgewezen.
Hoewel het darmbeen afgebroken is, heeft het een lengte van ongeveer zeventig centimeter. Dit wijst op een totale lengte van het dier van ongeveer acht meter; Norman schatte het later zelfs op tien meter. De doornuitsteeksels op de wervels zijn relatief kort en breed en staan wat naar achteren. De wervels van het heiligbeen en de staartbasis zijn verbonden door en netwerk van verbeende pezen. Het heiligbeen is aan de onderkant gekield. Het geheel wijst op een tamelijk robuuste vorm, die zwaarder gebouwd was dan de in dezelfde formatie voorkomende verwant Hypselospinus. Het darmbeen is hoog en bovenaan licht naar buiten gekromd. Het voorblad heeft een brede middenrichel en heeft parallelle onder- en bovenkanten. De deuk op de bovenrand is tamelijk ver naar achteren geplaatst op het achterblad dat lang is, hoog en achteraan afgerond met aan de binnenkant een nauw uitsteeksel als aanhechting voor een staartspier, de Musculus caudofemoralis brevis. De basis van het aanhangsel voor het zitbeen is zijwaarts verbreed.
Norman meende dat Barilium zich basaal in de Styracosterna bevindt. Hij maakte echter een voorbehoud wegens de vele ontbrekende informatie.